# The Lost Hat
Pour plus de détails, voir Fiche technique et Distribution.
The Lost Hat est un film muet américain réalisé par Frank Montgomery et sorti en 1912.

## Fiche technique
- Titre : The Lost Hat
- Réalisation : Frank Montgomery
- Scénario : J.A. Willis[1]
- Photographie :
- Montage :
- Producteur : William Selig
- Société de production : Selig Polyscope Company
- Société de distribution : General Film Company
- Pays d'origine :  États-Unis
- Langue : film muet avec les intertitres en anglais
- Métrage : 150 mètres
- Format : Noir et blanc — 35 mm — 1,33:1 — Muet
- Genre : Comédie
- Durée : 5 minutes
- Dates de sortie : 
  -  États-Unis : 24 mai 1912

## Distribution
- Herbert Rawlinson : le jeune homme[1]
- Nick Cogley : le vieil homme
- George Hernandez : le clochard
- Frank Clark : le vendeur de chapeau
- Al Ernest Garcia
- Clyde Garner
- Lillian Hayward
- Charles E. 'Bunny' Feehan
- Edward H. Philbrook
- Fred Littlefield